# محافظة حلوان
محافظة حلوان هي محافظة مصرية سابقة، صدر قرار رئاسي بإنشائها في 17 أبريل 2008، لكي تحفف الضغط السكاني والإداري عن القاهرة. شملت المحافظة جنوب شرق القاهرة الكبرى، وضمت مدينتين هما حلوان (العاصمة) والمعادي ومدن جديدة هي 15 مايو والشروق وبدر والقاهرة الجديدة والهايكستيب، إضافة إلى مركزي أطفيح والصف. ألغيت المحافظة في أبريل 2011 بعد ثورة يناير، وعادت حلوان لتبعية محافظة القاهرة مرة أخرى، وعاد مركزي الصف وأطفيح إلى محافظة الجيزة.
المحافظة كانت منطقة صناعية مهمة وكانت بها حرم جامعة حلوان، ومعالم مثل الينابيع الكبريتية والمرصد الفلكي. تولى إدارة المحافظة فيها كل من محمد حازم القويضي وقدري أبو حسين.

## التاريخ
أنشئت المحافظة في 17 أبريل 2008، كانت يحد المحافظة من الشمال محافظتي الشرقية والقليوبية، ومن الشرق حدود محافظة السويس، ومن الغرب نهر النيل من البساتين شمالًا حتى التبين جنوبًا وحدها الجنوبي هو الحد السابق بمحافظة القاهرة. وكان يوم إنشائها 17 أبريل عيدها القومي. أُلحقت بها عدد من المدن الجديدة وهي 15 مايو والشروق وبدر والقاهرة الجديدة والهايكستيب. صدر قرار رئاسي أخر في 30 أبريل يقتضي مد الحد الشمالي للمحافظة ليشمل قسم المعادي، ونص القرار على أن يكون الحد الجنوبي للمحافظة هو الحد الفاصل بين مركز أطفيح ومحافظة بني سويف. وعين محمد حازم القويضي محافظًا لها في 17 أبريل، ثم خلفه قدري أبو حسين في عام 4 أبريل 2010 حتى ألغيت المحافظة في 14 أبريل.
واجه قرار إنشاء المحافظة، وحتى عندما كان مجرد اقتراح، موجة من الانتقادات، إذ رأى معارضوه أن المحافظات الكبرى تحقق وحدة وظيفية متكاملة بعكس الوحدة الصغيرة، وأن المحكمة العليا الواقعة في البساتين أصبحت تقع في محافظة حلوان، في مخالفة دستورية للمادة رقم 174 بدستور 1971 التي تنص أن المحكمة العليا تقع في محافظة القاهرة. تدخل الرئيس وقتها حسني مبارك لحسم المشكلة فأصدر قرارًا في 21 أبريل 2008 بإعادة تبعية المحكمة إداريا لمحافظة القاهرة.
اندلعت فتنة طائفية في قرية صول بجنوب المحافظة في مارس 2011، بعد إشاعة عن علاقة بين شاب قبطي وفتاة مسلمة، مما أثار حفيظة السكان. تطوّر الوضع سريعًا ليطال حرق كنيسة الشهيدين في القرية، وأسفر عن مقتل اثنين من المسيحيين. ردًّا على ذلك، نظم المسيحيون اعتصامًا أمام مبنى ماسبيرو للمطالبة بالتصدي للعنف الطائفي، التقى رئيس الحكومة بالمعتصمين وتعهدت القوات المسلحة بإعادة بناء الكنيسة على نفقة الدولة.
ألغيت المحافظة بقرار من مجلس الوزراء في 14 أبريل 2011، قوبل القرار باحتجاجات من بعض سكان حلوان، كما أبدى عدد من المسؤولين المحليين أسفهم من الإلغاء. بينما رحب به سكان المعادي الذي لم يقبلوا من البداية فصلهم عن القاهرة. ظهرت بعد ذلك أصوات ومقترحات لإعادة إنشاء المحافظة بعد إلغائها، منها مقترح هيئة التخطيط العمراني في عام 2012 بإعادة تشكيل المحافظة باسم محافظة 25 يناير.

## السكان
رغم أن محافظة حلوان أُنشئت رسميًا في عام 2008، إلا أن بيانات تعداد السكان لعام 2006 نُشرت خلال فترة وجود المحافظة، فأُدرجت الإحصاءات بحسب التقسيم الإداري لمحافظة حلوان في حينه. بلغ عدد سكان المحافظة 1,713,270 نسمة في 411,019 أسرة، منهم 880,692 ذكر و832,586 أنثى. كانت المحافظة مكونة من 10 أقسام هي قسم التبين وحلوان و15 مايو والمعادي وطرة وأول القاهرة الجديدة وثان القاهرة الجديدة وثالث القاهرة الجديدة والشروق ومدينة بدر، ومركزين هما مركز الصف وأطفيح.
كان يوجد بالمحافظة 56 منطقة عشوائية منها 8 مناطق بمدينة المعادي وطره و6 بمنطقة التبين وعزبة الزبالين و15 مايو، و19 منطقة عشوائية في مدينة حلوان. كانت محافظة حلوان تضم أكثر من 17 مصنعًا من مختلف الصناعات الثقيلة مثل والحديد والصلب والخزف والصيني والفخار والكيماويات والأسمدة، وعلى الرغم من الأهمية الاقتصادية لهذه المنشآت، فإنها كانت مصدرًا كبيرًا للتلوث البيئي. حيث كانت تطلق كميات من الملوثات الخطرة كأكاسيد الكبريت والنيتروجين وأول أكسيد الكربون والرصاص والكادميوم والأمونيا والهيدروجين. وقد بلغ معدل ترسّب الملوثات في المنطقة نحو 304 جرامات لكل متر مربع شهريًا، بينما وصلت كمية الجزيئات العالقة في الهواء إلى 946 ميكروجرامًا لكل متر مكعب، متجاوزة الحد المسموح به والذي لا يزيد عن 75 ميكروجرامًا فقط.